# جو سیلور
جو سیلور (انگلیسی: Joe Silver؛ ۲۸ سپتامبر ۱۹۲۲ – ۲۷ فوریهٔ ۱۹۸۹ (۶۶ سال)) هنرپیشه اهل ایالات متحده آمریکا بود. از فیلم‌هایی که وی در آن نقش داشته است، می‌توان به هار اشاره کرد.